# Aghtakla
Aghtakla – wieś w Gruzji, w Dolnej Kartlii, w gminie Gardabani, nad rzeką Kurą. Leży na wysokości 340 m n.p.m., w odległości 18 km od miasta Gardabani, na trasie kolejowej Tbilisi-Baku. W 2002 roku liczyła 4229 mieszkańców.